# Ibelin Izabella ciprusi királyné
Ibelin Izabella (1241 – 1324. június 2.) ciprusi és jeruzsálemi királyné.

## Élete
Édesapja Ibelin Guido (1215/18 – 1285), Ibelin Jánosnak (1179 körül – 1236), Bejrút urának és Melisendának (1177 körül – 1240 körül), Arszúf úrnőjének a hatodik fia. Édesanyja Filippa, Barlais-i Amalrik leánya.

## Gyermekei
Izabella 1255. január 23. után ment feleségül a későbbi III. Hugó jeruzsálemi és ciprusi királyhoz. A házasságból 11 gyermek született:
- János (1257/69–1285) a későbbi I. János ciprusi és II. János néven jeruzsálemi király
- Bohemond (1268 körül – Türosz, 1281. november 3.) gyermekkorban meghalt
- Henrik (1270–1324. augusztus 31.) a későbbi II. Henrik jeruzsálemi és ciprusi király, felesége Aragóniai Konstancia szicíliai királyi hercegnő
- Amalrik (1272 körül–Nicosia, 1310. június 5.), Ciprus kormányzója, Türosz ura, az örmény ág alapítója, felesége Szaven-Pahlavuni Izabella (1276/77–1323) örmény királyi hercegnő, gyermekeik: Lusignan Mária örmény királyné, II. Konstantin örmény király, Lusignan János örményországi régens, Lusignan Bohemond korikoszi úr, unokája: V. Leó örmény király
- Mária (1273 – Tortosa, 1322. szeptember), aki 1315. november 27-én Gironában feleségül ment II. Jakab aragóniai királyhoz
- Aimery (1274/80–1316. április 9. előtt), Ciprus várkapitánya
- Guido (1275/80–1303), akinek felesége Ibelin Échive (1253–1312), a későbbi IV. Hugó ciprusi király édesapja
- Margit (1276 körül–1296), a férje I. Torosz örmény király, gyermekük III. Leó örmény király
- Aliz (1277/80–1324. március után), aki 1292/95-ben feleségül ment Ibelin Balianhoz (1270 körül–1315/16), Galilea címzetes hercegéhez
- Helvis (1280 után–1324 március után)
- Izabella (1280 körül–1319), akinek a férje Konstantin, Neghir ura (1250 körül–1308)

Férje, III. Hugó 1284. március 24-én halt meg. Ibelin Izabella ezután nem házasodott meg többé.